# 공공재
공공재(公共財, 영어: Public Goods)는 비경합성과 비배제성을 그 특징으로 하는 재화를 말한다.
|          | 배제성                                           | 비배제성                         |
| 경합성   | 사유재 음식, 옷, 장난감, 가구, 자동차            | 공유 자원 물, 생선, 사냥         |
| 비경합성 | 클럽재(자연 독점 재화) 케이블 TV방송, 전력, 수도 | 공공재 국방, 치안, 지상파 TV방송 |

그 성격으로 인해 공공재의 공급 주체는 국가나 지방자치단체 등의 공공 기관이나 공기업이 거의 대부분이다.

## 공공재의 최적 수준

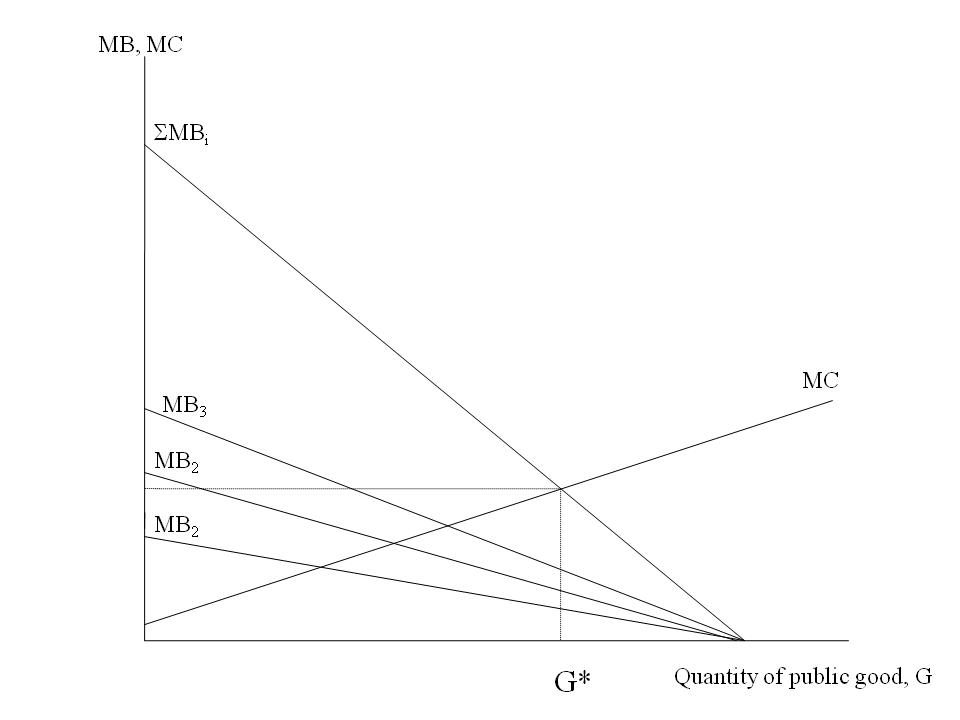
공공재에 대한 한계편익과 한계비용. 최적 공공재 수준은 G^{*}이다.

공공재는 비경합적이므로, 여러 사람이 동시에 소비할 수 있다. 여러 사람이 동시에 소비할 수 있으므로 공공재의 사회적 한계 편익은 각자의 한계 편익을 합하여 구하게 된다. 즉, 사회적 한계편익곡선은 소비자 각자의 한계편익을 수직합한 형태로 도출하게 된다. 이를 수식으로 표현하면 다음과 같다.
{\displaystyle SMB=\sum _{i=1}^{n}MB_{i}}
공공재의 사회적 최적 수준은 {\displaystyle SMB=MC}를 만족하는 생산량이다. 공공재는 비경합적이므로 모든 소비자가 동시에 각각 {\displaystyle G^{*}}점만큼을 소비하는 것이 최적 수준이 된다.

## 무임승차 문제
공공재는 비용을 지불하지 않은 사람을 배제할 수 없다는 비배제성 때문에 공공재의 소비자는 대가 없이 소비할 수 있다. 비용을 지불하지 않고도 공공재를 소비할 수 있기 때문에 공공재의 비용 부담을 회피하려는 유인이 발생한다. 이로 인해 공공재가 과소공급되는 현상을 무임승차 문제라 한다.
공공재를 소비할 때 무임승차가 가능하므로 소비자가 비용 부담을 회피하기 위해 전략적 관점에서 자신의 진정한 선호를 거짓으로 표시할 수 있다는 문제가 발생한다. 이를 선호표출 문제라 하는데, 공공재의 수요함수를 추정하는 것을 어렵게 한다.

## 같이 보기
- 비배제성
- 공공사업
- 공유지의 비극
- 로런스 레시그